# Nikeforos Bryennios
Nikeforos Bryennios, född omkring 1062, död 1137, var en bysantinsk storman.
Nikeforos Bryennios var gift med kejsar Alexios I Komnenos dotter Anna Komnena och användes i maktpåliggande militära och politiska uppdrag. Han utsågs även till caesar. I hustrun och svärmoderns intriger för att upphöja honom till kejsare visade Nikeforos Bryennios föga intresse. Han började skriva en historia om kejsar Alexios, själv hann han endast med inledningen; en översikt av komnenernas släkt och tiden 1070-1079. Verket som fortsattes av hans hustru kompletterar på ett betydelsefullt sätt andra historiska arbeten från samma tid.